# تئوفیلوس
تئوفیلوس(به یونانی: Θεόφιλος) (به انگلیسی: Theophilos) ‏(۱۹۸ تا ۳۰ دی ۲۲۱) امپراتور بیزانس بین سال‌های ۲۰۸ تا ۲۲۱ خورشیدی و ۸۲۹ تا ۸۴۲ میلادی بود.
وی فرزند میخائیل دوم و همسر ارمنی‌اش تئودورا بود. برخلاف پدر به سوادآموزی به ویژه هنر علاقه زیادی داشت و در ۳۰ مهر ۲۰۸ در سن ۱۶ سالگی جانشین پدر شد.
در آغاز زمامداری با دو جنگ با عربها در سیسیل و آناتولی روبرو شد.
تئوفیلوس از ازدواج خود با ملکه تئودورا دارای ۲ دختر و ۵ پسر بود که پس از وی امپراتوری به جوانترین ایشان، میخائیل سوم رسید.
مهمترین جنگ وی را می‌توان نبرد انزن دانست که با عربها و در زمان معتصم عباسی بود. سردار بیزانس در این جنگ خود تئوفیلوس بود و سردار عرب‌ها یک ایرانی بنام افشین بود. این جنگ با پیروزی افشین همراه بود. مسلمانان در این جنگ شهر عموریه را فتح کردند.
وی بر اثر اسهال خونی درگذشت.